# Верхньопокровська сільська рада
| Верхньопокровська сільська рада — колишній орган місцевого самоврядування у Старобільському районі Луганської області з адміністративним центром у с. Верхня Покровка. Історична дата утворення: в 1938 році. Сільській раді були підпорядковані населені пункти: - с. Верхня Покровка |

## Склад ради
Рада складалася з 14 депутатів та голови.

### Керівний склад ради
| ПІБ                   | Основні відомості                                                                       | Дата обрання | Дата звільнення |
| --------------------- | --------------------------------------------------------------------------------------- | ------------ | --------------- |
| Смірнов Юрій Іванович | Сільський голова, 1966 року народження, освіта, член Партії регіонів                    | 26.03.2006   | 31.10.2010      |
| Смирнов Юрій Іванович | Сільський голова, 1966 року народження, освіта середня спеціальна, член Партії регіонів | 31.10.2010   |                 |

Примітка: таблиця складена за даними джерела